# Macleaniella moskalevi
Macleaniella moskalevi is een slakkensoort uit de familie van de Cocculinidae. De wetenschappelijke naam van de soort is voor het eerst geldig gepubliceerd in 1999 door Leal & Harasewych.